# Les Antilles
Les Antilles (sous-titré Journal de la Martinique, paraissant à Saint-Pierre) est un journal français généraliste et d'opinion conservateur et catholique, publié à Saint-Pierre en Martinique de 1843 jusqu'au dimanche 4 mai 1902.

## Histoire
Les Antilles est fondé à Saint-Pierre en 1843, ce qui en fait le journal le plus ancien de la Martinique après la Gazette officielle de la Martinique. Il est publié à un rythme bi-hebdomadaire, d’abord le mercredi et le samedi, puis le jeudi et le dimanche, et est vendu 15 centimes de franc jusqu'en novembre 1897 où il passe à 25 centimes. Il comprend quatre pages de 45 centimètres de haut.
Les Antilles a pour gérant successifs Charles de Catalogne, Eugène Huyghues-Despointes, puis Louis Saint-Yves, ce qui en fait le journal béké par excellence. À l'image de ses gérants, le journal défend les thèses réactionnaires royalistes  et cléricales de l'aristocratie béké écartée du pouvoir politique depuis août 1848 et l'avènement de la Deuxième République au profit de la petite bourgeoisie mulâtre aux idées républicaines et anticléricales, que défend Marius Hurard dans son journal Les Colonies.
Ce journal est l'un des rares journaux autorisés sous le Second Empire, bien que soumis à une sanction en 1867 pour avoir critiqué les résultats d'une élection.
Le journal Les Antilles disparaît lors de l'éruption de la montagne Pelée du jeudi 8 mai 1902 qui rase la ville de Saint-Pierre.

## Contenu éditorial
Les Antilles se définit comme le journal industriel, commercial et agricole de la Martinique. Il ouvre ainsi régulièrement ses colonnes à des articles en lien avec l'agriculture (machines agricoles, chemin de fer Decauville), le commerce et donne en dernière page le détail du chargement des navires arrivés et partis du port de Saint-Pierre, ainsi que la liste des navires en charge en partance pour le Havre, Bordeaux ou Marseille. La dernière page du journal comporte également de nombreuses annonces commerciales ou notariales.
Les Antilles, dont le titre même a pour ambition de dépasser les marges de la Martinique, dispose d’une rubrique spéciale intitulée « Dépêches du câble », puis « Nouvelles de l’Etranger », généralement placée en première page. L'actualité politique pierrotine, coloniale et française occupe les pages suivantes.
Sous le pseudonyme de l’Observateur, Léon Sully rédige des chroniques consacrées à la météorologie et à la description des phénomènes célestes, comme le halo solaire observé à Saint-Pierre en 1897.

## Organisation

### Directeurs-Gérants
- Charles de Catalogne : avant 1877 - 4 juin 1887
- Eugène Huyghues-Despointes : 1887 - ?
- Louis Saint-Yves : ? - 8 mai 1902

### Rédacteur en chef
- Léon Sully : 1899 - 8 mai 1902

### Siège
Le siège du journal est situé au no 4 de la rue Lucy à Saint-Pierre, dans le quartier du Mouillage.
L'imprimerie du journal est située au no 44 de la rue Lucy à Saint-Pierre.